# Приладний провулок
При́ладний прову́лок — провулок у Святошинському районі м. Києва, житлові масиви Академмістечко, Новобіличі. Пролягає від проспекту Академіка Палладіна до Робітничої вулиці.

## Історія
Провулок виник у середині XX століття. Сучасна назва вживається з 1957 року. Після перепланування частини Новобіличів у 1970-і роки провулок фактично перетворився на непарну сторону вулиці Генерала Наумова.

## Зображення

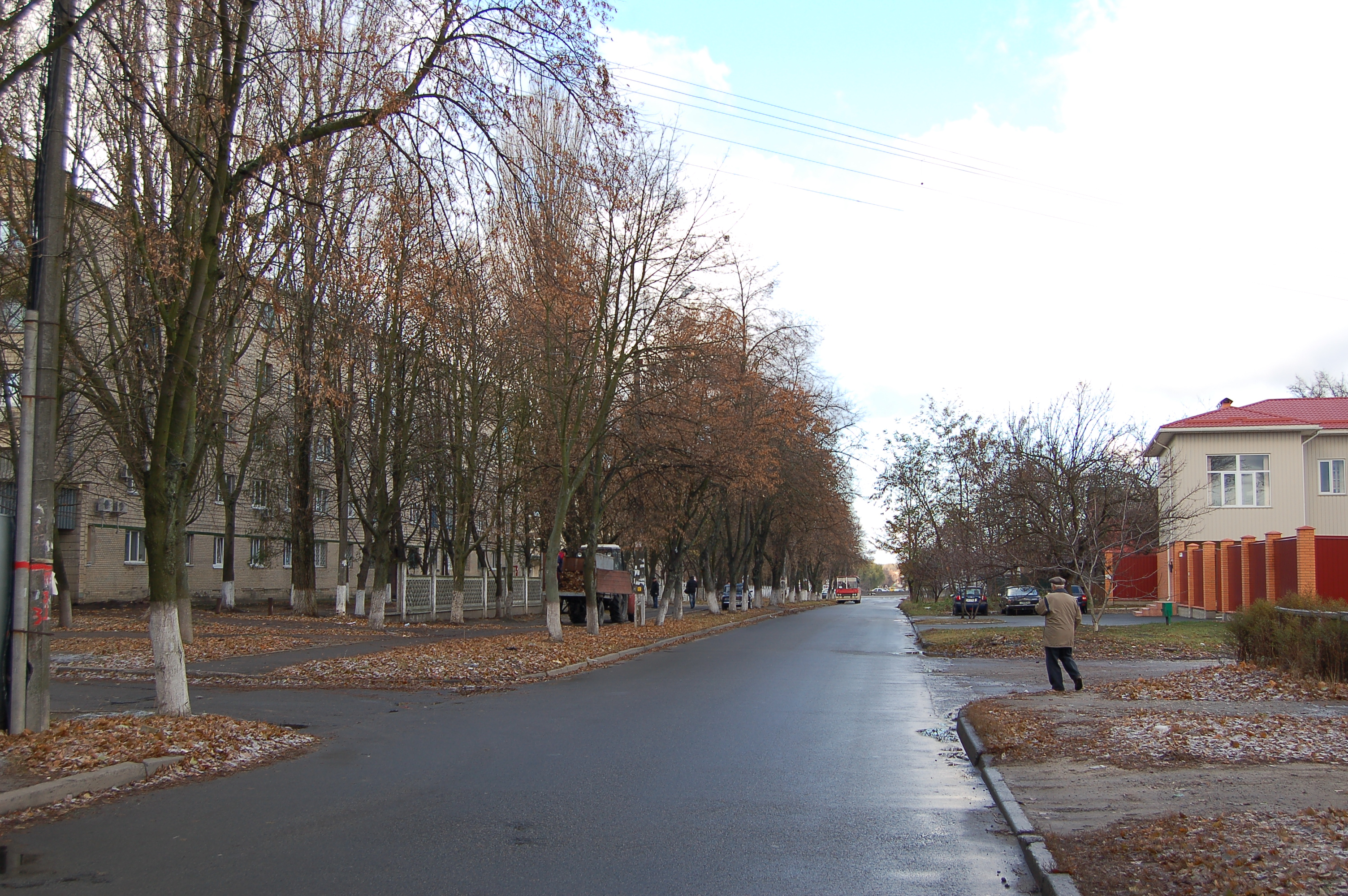